# 薩氏巨蜥
萨氏巨蜥(Varanus salvadorii)是一种在新幾内亚发现的巨蜥，又称萨尔瓦多巨蜥、鳄鱼巨蜥。萨氏巨蜥被认为是最长的巨蜥，但是可靠的记录只有244厘米长，比最大的科莫多巨蜥要短。

## 描述

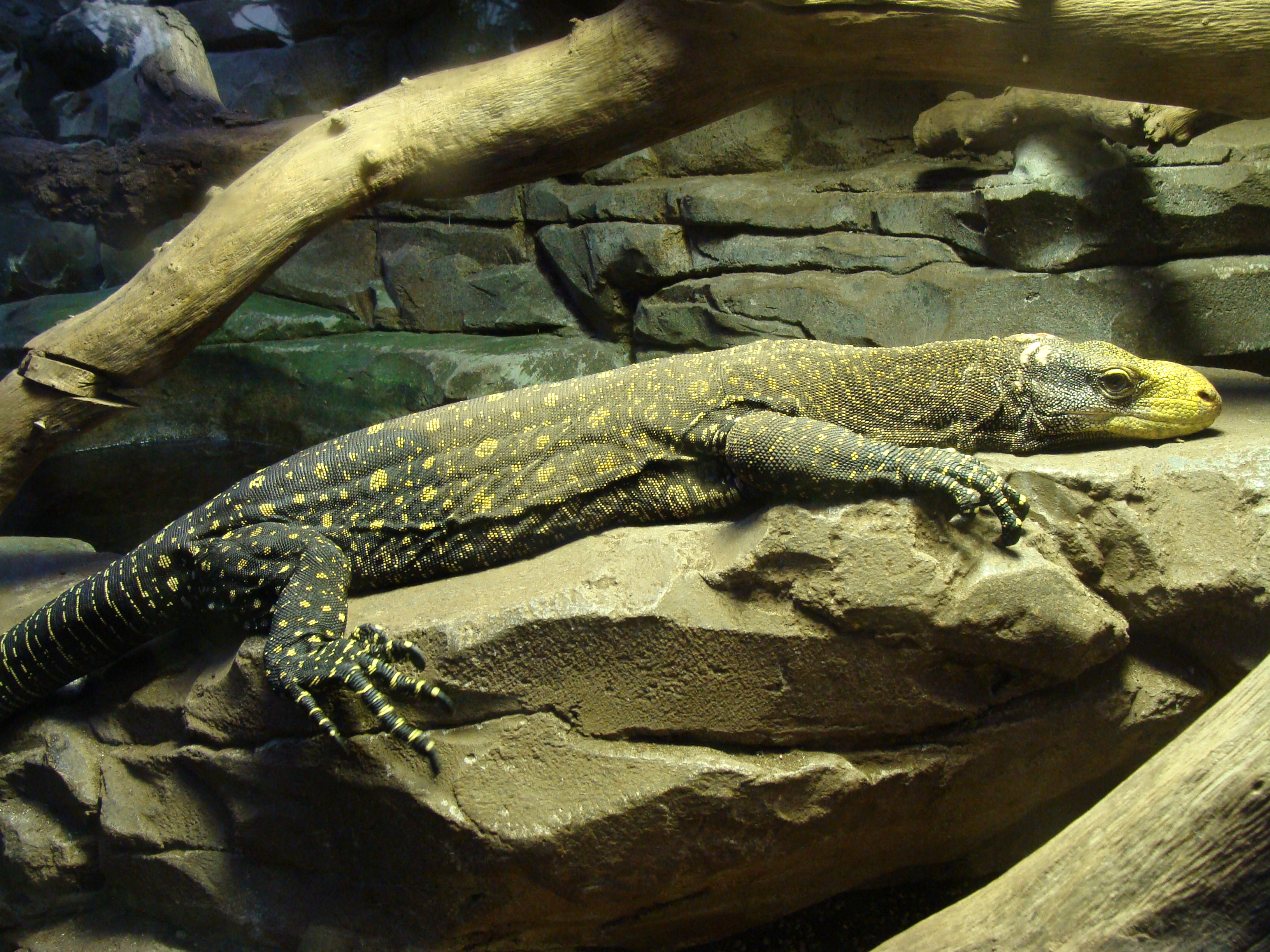
动物园中的萨氏巨蜥

作为一种树栖蜥蜴，它可以把后腿挂到树枝上，偶尔用它的尾巴帮助抓握树枝。萨氏巨蜥有时会站立起来侦查情况，此时就可以藉由尾巴来帮它支持和抵消它向后倾倒的重量。
有的时候萨氏巨蜥的尾部也可以用于防御，圈养环境中饲养员试图捉起它们的尾巴时，经常会受到猛烈的打击。萨氏巨蜥偶尔会出现在宠物市场，以高昂的价格被出售。
幼年的萨氏巨蜥体长约为45厘米，而性成熟的个体可增长至150cm长。目前已知的标本至少要长达244厘米长。但萨氏巨蜥有可能会比这更长。据说有一些323厘米的大个体巨蜥，不过目前未经证实。
有几个报道声称萨氏巨蜥能够超过350cm长，有的报告甚至声称610cm长，但其中大部分都是未经证实的报告，并不可信。
在野外牠們以鳥類、鳥蛋、小哺乳動物和腐肉，甚至狗為食，人工飼養下食用魚、青蛙、老鼠、雞和狗糧(牠們牙齒尖長而向後彎,適合捕捉快速移動的獵物)。